# Dorfhus
Le dorfhus est un monument historique situé à Habsheim, dans le département français du Haut-Rhin.

## Localisation
Ce bâtiment est situé au 90, rue du Général-de-Gaulle à Habsheim.

## Historique
L'édifice fait l'objet d'une inscription au titre des monuments historiques depuis 1991.